# Усадьба Толстых — Мещерских
Усадьба Толсты́х — Меще́рских — комплекс исторических зданий XVIII—XIX веков в Москве, на углу улицы Покровки с Девяткиным переулком, дом 3/7. Объект культурного наследия федерального значения.

## История
В конце XVIII века усадьба принадлежала потомку младшей ветви Толстых стольнику Б. И. Толстому, а в начале XIX века — княгине М. П. Мещерской, затем другим потомкам рода Мещерских. Сохранившиеся главный дом и флигель, оба по красной линии улицы, построены между 1781 и 1802 гг., а до этого главным домом были несохранившиеся палаты в глубине участка. В 1809 году на участке построен служебный корпус. В середине XIX века дом был переоформлен. В 1873 году пристройка со стороны улицы объединила дом с флигелем. Через несколько лет, после присоединения соседнего владения, на углу с Девяткиным переулком небольшой дом, относившийся к 1800-м годам, был перестроен в трёхэтажный доходный дом. Перед Октябрьской революцией усадьбой владели дворяне Куприяновы. После революции в главном доме располагались учреждения, а в доходном доме — коммунальные квартиры.

## Архитектура
Главный дом — крупное, трёхэтажное здание в 13 оконных осей, стоящее по красной линии Покровки. Восточный флигель, позже соединённый с домом, выходил на улицу торцом. В центре фасада — несколько выступающий ризалит с портиком из пилястр коринфского ордера, что характерно для развитого классицизма. Сохранились пять ниш с медальонами над окнами второго этажа, в портике. После перестройки середины XIX века нижний этаж рустован, имеет арочные проёмы. Сохранились первоначальные окна флигеля в плоских широких нишах.
План дома был нетрадиционным для своего времени: дом был разделён на шесть помещений приблизительно квадратной формы, по три окна в каждом, и лестницу в два окна в правой части здания. Декор парадной анфилады частично сохранился.
Служебный корпус во дворе декорирован крупным горизонтальным рустом, замковыми камнями, имеет белокаменный карниз над вторым этажом (позднее был надстроен третьим этажом).
Доходный дом на углу оформлен в стиле эклектики, пышно декорирован, имеет угловую башенку.